# Répression des jeux au Moyen Âge
 (novembre 2016).
Au Moyen Âge, les jeux recouvraient un ensemble hétéroclite allant de la guerre en passant par le tournoi, la joute, le duel judiciaire, la chasse et enfin le jeu d'échecs. Cependant, les jeux dits individuels et les jeux d'argent ont longtemps été proscrits. Ce fut également le cas pour certains sports tels que le tir à l'arc. 
Avec le temps, les jeux ont été légalisés mais, en contrepartie, la plupart sont taxés. 

## Sources, travaux
Les Lettres de rémission françaises sont une des sources majeures. Ces lettres de rémission étaient écrites par le roi, de France en l'occurrence. Elles étaient l'effet du droit de pardonner un méfait ou autre. Elles permettaient d'asseoir le pouvoir du roi tout en montrant sa clémence. Cependant, la demande de cette rédaction émanait du sanctionné. Si elles sont intéressantes c'est parce que chacune d'entre elles raconte la façon dont le délit s'est produit et ce de façon plus ou moins détaillée. En ce qui concerne les jeux, on considère qu'entre 5 et 7% d'entre elles concernent ce sujet (de la fin du Moyen Âge au XVIe siècle).
Au niveau des travaux, l'un des plus importants est le Liber de moribus ac officiis nobilium super lude scaccorum de Jacques de Cessoles. Cette œuvre, ayant connu un grand succès à la fin du Moyen Âge, est un écrit offrant une description du jeu d'échecs ainsi qu'une interprétation de celui-ci. Ce texte est constitué de quatre parties : les origines des échecs, l'inventeur et son but premier, les vertus nécessaires et des passages techniques. Si cet ouvrage est important c'est avant tout parce qu'à chaque renaissance intellectuelle importante, l'exemplum fait son grand retour et se réaffirme. Ce sont ses règles que l'on va suivre même si certaines sont réadaptées avec le temps. Il est devenu un point de départ pour de nouveaux développements. 

## Répression
Les autorités ont toujours cherché à réprimer d'une part les jeux individuels mais, d'autre part, à prôner les jeux publics. Dès lors, lorsqu'on parle de répression ce n'est pas pour tous les jeux. Le gouvernement avait compris que c'était un phénomène qui occupait le citoyen vertueux, dans une mesure honnête et modérée, mais qui pouvait le distraire de façon dangereuse de l'ordre quotidien (travail, famille et religion). Ces activités pouvaient déstabiliser l'équilibre économique, social et religieux. C'est donc cette peur qui a mené à l'interdiction de tous jeux de hasard, absolue et pour tous, dans la ville et dans un périmètre de plusieurs kilomètres autour d'elle. Les sanctions quant à ceux qui étaient pris en flagrant délit variaient selon la fonction de la personne (propriétaire du lieu, joueur, spectateur, ...). 

## Législation
À partir du XIIIe siècle, voyant que les répressions ne servaient pas à grand chose, le gouvernement italien décide de légaliser les jeux de hasard au moyen d'une organisation publique. C'est ainsi qu'on se retrouve en Italie avec la « baratteria » qui fut également attestée en Allemagne, en Flandre et en Espagne. Le gouvernement instaure également une taxe sur la maison de jeu publique. Ce système permet de neutraliser autant que possible les dangers mais aussi de retirer tous les bénéfices possibles aussi bien économiques que sociaux.
Avec le temps, la maison de jeu va disparaître et laisser la place au casino et à la loterie nationale ainsi qu'à d'autres organismes. 